# تقسیم استان سیستان و بلوچستان
تقسیم استان سیستان و بلوچستان به چهار استان، چهارشنبه ۲۸ آبان ۱۳۹۹ در جلسه علنی مجلس اعلام وصول شد. طبق این طرح قرار است این استان به چهار استان تقسیم شود. از مجموع ۸ نماینده ۴ نماینده استان موافق ۳ نماینده مخالف و ۱ نماینده مشروط به حفظ نام بلوچستان موافق هستند. ۲ نماینده زاهدان و ۲ نماینده زابل، زهک، هامون، هیرمند و نیمروز موافق موضوع و نماینده سراوان و گلشن، نماینده خاش و تفتان و نماینده ایرانشهر، بمپور و فنوج مخالف قضیه هستند همچنین نماینده چابهار، کنارک، نیک‌شهر، قصرقند و دشتیاری تقسیمات را مشروط به حفظ نام بلوچستان می‌دانند.

## تقسیمات
بر اساس این طرح قرار است استان سیستان و بلوچستان به چهار استان تقسیم گردد. قرار است هر یک از استان‌های سیستان و بلوچستان شمالی و جنوبی و استان مکران دو نماینده و استان سیستان و بلوچستان سه نماینده در مجلس ایران داشته باشد.
استان سیستان و بلوچستان شمالی
شامل شهرستان‌های زابل، زهک، هیرمند، هامون و نیمروز با جمعیت تقریبی ۶۰۰ هزار نفر که مرکز آن شهر زابل است.
استان سیستان و بلوچستان
شامل شهرستان‌های زاهدان، خاش، میرجاوه و تفتان با جمعیت تقریبی یک میلیون نفر که مرکز آن شهر زاهدان است.
استان سیستان و بلوچستان جنوبی
شامل شهرستان‌های ایرانشهر، سراوان، سیب و سوران، مهرستان، دلگان، بمپور، سرباز، فنوج، لاشار و گلشن با جمعیت تقریبی ۶۰۰ هزار نفر که مرکز آن شهر ایرانشهر است.
استان مکران
شامل شهرستان‌های چابهار، کنارک، نیک‌شهر، راسک، قصرقند، دشتیاری و زرآباد با جمعیت تقریبی ۶۰۰ هزار نفر که مرکز آن شهر چابهار است.

## جغرافیای استان
استان سیستان و بلوچستان استانی در جنوب شرق ایران است که تقسیمات کشوری آن به ترتیب زیر می‌باشد:
- دارای ۲۶ شهرستان (فهرست شهرستان‌ها)
- دارای ۶۸ بخش (فهرست بخش‌ها)
- دارای ۵۷ شهر (فهرست شهرها)

جمعیت این استان برابر با ۲٬۷۷۵٬۰۱۴ نفر می‌باشد. پس از استان کرمان به عنوان دومین استان پهناور کشور محسوب می‌گردد. این استان بیشتر آب و هوای گرم و خشک دارد اما در عین حال از تنوع آب و هوایی و اقلیمی ویژه‌ای برخوردار است و مناطق کوهستانی، جنگلی و باتلاقی نیز در این استان پهناور به چشم می‌خورد.

## طرح
بحث‌ها دربارهٔ طرح تقسیم سیستان و بلوچستان پس از نامه حبیب‌الله دهمرده استاندار پیشین استان سیستان و بلوچستان و نماینده پیشی زابل و حسین‌علی شهریاری نماینده وقت زاهدان به حسن روحانی در سال ۲۰۱۸ برای تقسیم این استان به استان‌های کوچک‌تر اوج گرفت. آن‌ها در این نامه تقسیم استان سیستان و بلوچستان را «یک ضرورت و یک فرصت» توصیف کرده بودند.

## نظر دولت و مجلس
احمد وحیدی وزیر کشور دولت سیزدهم بیان کرد:استان سیستان و بلوچستان استان بسیار وسیعی است که منابع بسیار گسترده دارد و اول تا آخر استان شاید بیشتر از هزار کیلومتر فاصله باشد و اداره استان به این بزرگی شاید به تقسیمات بیشتر نیاز داشته باشد که بررسی‌های کارشناسی در وزارت کشور در حال انجام است و اگر به نتیجه برسیم مراحل بعدی آن در دولت ادامه می یابد و اگر هم مجلس طرحی را تصویب کرد، آن را اجرا می کنیم .
محمدصالح جوکار نماینده مردم یزد در مجلس شورای اسلامی با اشاره به طرح تقسیم استان سیستان و بلوچستان، گفت: این طرح در مجلس قبل مطرح و به تصویب کمیسیون شوراها و امور داخلی مجلس رسید و در هفته‌های پایانی نیز در دستورکار جلسه علنی قرار داشت اما به دلیل دستور کار متعدد و پایان عمر مجلس یازدهم، این طرح مورد بررسی قرار نگرفت.
وی با بیان اینکه طبق این طرح استان سیستان و بلوچستان به ۴ استان تقسیم می‌شود، افزود: با توجه به اینکه این استان پهناور است با کوچک کردن و تقسیم آن رسیدگی به امورات مردم بهتر و راحت‌تر انجام خواهد شد و هدف از تدوین این طرح هم توسعه و رشد و پیشرفت این استان است.
نماینده یزد در مجلس با بیان اینکه دولت هم با این موضوع موافق است، بیان کرد: با توجه به اینکه بررسی‌های لازم و کارشناسی در درباره تقسیم استان سیستان و بلوچستان انجام شده لذا این موضوع را در مجلس دوازدهم پیگیری خواهیم کرد.

## واکنش‌ها

### حامیان
حبیب‌الله دهمرده، نماینده زابل، زهک، هامون و هیرمند در مجلس با اشاره به گستردگی استان سیستان و بلوچستان گفت: تمام استانداران سیستان و بلوچستان موافق تقسیم استان بوده‌اند.
چراکه فاصله دو شهر زابل و چابهار بیش از ۹۰۰ کیلومتر است از این رو تقسیم استان یک ضرورت و فرصت محسوب می‌شود.
تقسیم استان می‌تواند در طی یک فرایند منطقی به توسعهٔ همه‌جانبه کمک کند این تقسیم حداقل فواید زیر را با خود به همراه می‌آورد:
1. در نظام بودجه بندی کشور سهم بیشتری به استان تعلق می‌گیرد.
2. حجم طرح‌ها و پروژه‌های ملی در مجموع بیشتر خواهد شد.
3. با تقسیم استان، به تعداد استان‌های ایجاد شده پست‌های اداری در سطوح مدیریت استانی و ادارات کل افزایش می‌یابد و این مسئله می‌تواند به ماندگاری نیروی انسانی متخصص و تحصیل کرده در استان کمک نماید.
4. نظارت مدیران بر ساختار دولتی و رفتار کارکنان دولت سهل تر می‌شود.
5. پیگیری و نظارت پروژه‌های عمرانی سهل تر شده و امکان تسریع در اجرای پروژه‌ها و انجام در زمان‌های منطقی و پیش‌بینی شده بیشتر می‌شود.
6. از مهاجرت نخبگان جلوگیری شده بلکه مسیر مهاجرت، معکوس هم می‌شود.
7. رقابت منطقی استان‌ها برای پیشرفت و توسعه قطعاً به بهبود اوضاع اقتصادی و اجتماعی منجر می‌شود.
8. ارتباط بخش‌های مختلف استان که اکنون به صورت استان مستقل درآمده با مرکز کشور مستقیم شده و این ارتباط مستقیم به پیشبرد امور و توسعهٔ استان کمک می‌کند.
9. در شرایط تقسیم استان امنیت داخلی و مرزها به جای یک استانداری، یک نیروی انتظامی، یک مرزبانی، یک اداره اطلاعات و یک سپاه توسط چهار استانداری، چهار نیروی انتظامی، چهار مرزبانی، چهار اداره اطلاعات و چهار سپاه کنترل و اداره می‌شود.

کشور ترکیه با دارا بودن مساحتی کمتر از نصف مساحت ایران، بیش از دو نیم برابر ایران دارای استان می‌باشد (۸۱ استان) که این به صورت مستقیم باعث کاهش قسمت‌های دور از مرکز و افزایش خدمت رسانی بهتر و عدم تمرکز منابع و امکانات شده است.
- معین‌الدین سعیدی:

او موافقت مشروط خود با طرح تقسیم استان را اینگونه بیان می‌کند: «سیستان می‌تواند با مرکزیت زابل از استان جدا شود، اما بلوچستان تقسیم شدنی نیست. اگر اصرار بر تقسیم بلوچستان زیاد باشد باید بلوچستان با نام‌های بلوچستان شمالی به مرکزیت زاهدان، بلوچستان مرکزی به مرکزیت ایرانشهر و بلوچستان جنوبی به مرکزیت چابهار تقسیم شود. اگر چنین شرایطی باشد می‌توان طرح تقسیم استان را پیگیری کرد.

### مخالفان
استان سیستان و بلوچستان یکی از استان‌های محروم با شاخص توسعه انسانی بسیار پایین است، از این‌رو یکی از مهم‌ترین دغدغه‌های مخالفان این طرح، علاوه بر تغییر بافت جمعیتی و فرهنگی این استان، افزایش تبعیض در برخی مناطق است. سال ۹۶ رئیس مجمع نمایندگان سیستان و بلوچستان، مخالفت خود و گروهی از نمایندگان و مردم را با تقسیم سیستان و بلوچستان اعلام کرد و معتقد بود بحث بر روی تقسیم سیستان و بلوچستان نیاز به نگاه‌های کارشناسی دارد. پنج‌شنبه ششم آذر کاربران ایرانی در توییتر با استفاده از هشتگ «#نه_به_تقسیم_بلوچستان» به طرح تفکیک استان سیستان و بلوچستان به چهار استان اعتراض کردند. از عمده دلایل مخالفت با این طرح تغییر بافت جمعیتی، عمیق‌تر شدن شکاف تبعیض و نگرانی از حذف نام «بلوچستان» است.
کاربران در توییتر با استفاده از هشتگ «#نه_به_تقسیم_بلوچستان» مخالفت خود با این طرح مجلس را نشان دادند و این هشتگ با بیش از ۶۳ هزار توییت، به ترند اول در توییتر فارسی تبدیل شد.
مولوی عبدالحمید، امام جمعه اهل سنت زاهدان از طرح تقسیم استان سیستان و بلوچستان انتقاد کرده و گفته است که مشکلات سیستان و بلوچستان با «تغییر در نوع نگاه‌ها و دیدگاه‌ها حل می‌شوند، نه با تقسیم این استان». پایگاه اطلاع‌رسانی وی نوشته است: «ظاهراً طرحی مبنی بر تقسیم استان سیستان و بلوچستان در مجلس شورای اسلامی اعلام وصول شده است. بنده به کسانی که دنبال تقسیم استان سیستان و بلوچستان هستند تذکر می‌دهم که تقسیم نمی‌تواند مشکلات این استان را حل کند.» او تأکید کرد: «ریشهٔ مشکلات استان سیستان و بلوچستان در جای دیگریست. ریشهٔ مشکلات این استان در نوع بعضی نگاه‌ها و دیدگاه‌هاست. ما به‌جای تلاش برای تغییر و تقسیم جغرافیایی سیستان و بلوچستان، بهتر است در نگاه‌ها و نگرش‌های خودمان تغییر بیاوریم.»
با تقسیم استان، پتانسیل‌های پراکنده آن که در یک منطقه متمرکز نیستند و اصلاً قابلیت تحقق در سایر مناطق استان را ندارند، دور از دسترس قرار گرفته و تلف می‌شوند.